# 榆社县石塔
果老峰石塔，也称榆社石塔，位于山西省晋中市榆社县城西北40公里杨家沟村西果老峰，是中华人民共和国山西省文物保护单位之一，登录名为石塔。
1986年8月18日，授予山西省文物保护单位，是一座古建筑及历史纪念建筑物。